# Anatoli Chubáis
Anatoli Borísovich Chubáis (en ruso: Анатолий Борисович Чубайс; Borísov, RSS de Bielorrusia; 16 de junio de 1955) es un político ruso, más conocido por su participación en la privatización rusa y la consecuente aparición de los magnates rusos.

## Perfil
Nacido en una familia de militares, se graduó en 1977 en el Instituto de Ingeniería y Economía de Leningrado, el menos distinguido de los colegios de economía de la ciudad, se quedó en Leningrado como maestro y en 1984 formó un grupo informal de estudios económicos. En 1992, tras la disolución de la Unión Soviética, Chubáis fue nombrado vice primer ministro y se puso a su cargo un programa para privatizar la industria y el comercio.
En poco menos de dos años, presidió la venta de 122 000 empresas estatales. Cada ciudadano ruso recibió un "comprobante de privatización", que podía ser invertido, vendido o intercambiado. Según Grigori Glazkov, socio de Chubáis, el objetivo era "reemplazar la maquinaria de administración soviética por un sistema compatible con una economía de mercado". Dada la magnitud de la tarea, en su opinión Chubáis "lo hizo muy bien". Sin embargo, en la práctica, los comprobantes resultaron ser inútiles, y la percepción de los rusos sobre la privatización fue bastante negativa.
El malestar causado por la privatización casi destruye a Chubáis: después del revés que significaron para el gobierno las elecciones parlamentarias de 1995, Yeltsin lo despidió. Sin embargo, a las puertas de las elecciones presidenciales de 1996, decidió nombrarlo su jefe de campaña, y contra todo pronóstico ganó las elecciones. Desde entonces Chubáis fue parte fundamental de su gobierno. En una ocasión Chubáis declaró que "Para que una sociedad logre la democracia, se debe establecer una dictadura dentro del gobierno".
En diciembre de 2020 fue nombrado Enviado Especial del Presidente de la Federación Rusa para las Relaciones con las Organizaciones Internacionales. El 23 de marzo de 2022 dimitió de su cargo a causa de su oposición a la invasión rusa de Ucrania y abandonó el país junto con su esposa.